# Laura Citarella
Laura Citarella, née en 1981 à La Plata en Argentine, est une productrice, réalisatrice, scénariste, compositrice, actrice et monteuse argentine.

## Biographie
Laura Citarella est née en 1981 à La Plata. Elle étudie le cinéma à l'Université de La Plata. Elle obtient une licence en réalisation en 2004.
Elle enseigne le cinéma à l'Université nationale de La Plata.
En 2018, elle produit La flor réalisé par Mariano Llinás. Il s'agit d'un film de 868 minutes. Le tournage a nécessité 10 ans.
Laura Citarella et Verónica Llinás dirigent La mujer de los perros (es). Le film remporte le prix de la meilleure actrice au Festival international de cinéma indépendant de Buenos Aires.

## Filmographie partielle

### Comme réalisatrice et scénariste
- 2002 : Canción para Ana
- 2008 : Historias Breves V: Tres juntos
- 2009 : Historias Breves 5
- 2011 : Ostende
- 2015 : La mujer de los perros (es) (Dog Lady)
- 2022 : Trenque Lauquen

### Comme productrice
- 2001 : La muerte de Ricardo Lee
- 2002 : Yakuza
- 2008 : Extraordinary Stories (Historias extraordinarias)
- 2008 : Historias Breves V: Tres juntos
- 2009 : Historias Breves 5
- 2009 : Castro
- 2011 : Tres fábulas de Villa Ocampo
- 2013 : El loro y el cisne (The Parrot and the Swan)
- 2015 : La mujer de los perros (Dog Lady)

## Récompenses et distinctions
- Festival international du cinéma indépendant de Buenos Aires : 
  - 2011 : prix de l'Asociación de Cronistas Cinematográficos de la Argentina (ACCA) pour Ostende
  - 2015 :  nomination a prix du meilleur film dans la compétition internationale pour La mujer de los perros (partagé avec Verónica Llinás)